# Kaj Linna
Pour les articles homonymes, voir Linna.
Kaj Linna (né le 24 janvier 1971 à Helsinki en Finlande) est un joueur international de hockey sur glace. Il évoluait au poste de défenseur.

## Biographie

### Carrière junior
Kaj commence sa carrière junior en Finlande avec le Karhu-Kissat, équipe de I-divisioona en 1990-1991. Précédemment, il a pris part au  Championnat d'Europe junior avec la Finlande avec qui il remporte la médaille de bronze.
En 1991-1992, il tente sa chance en Amérique du Nord, il dispute le championnat de NCAA avec les Terriers de Boston. Il joue quatre saisons pour ces derniers, étant nommé deux fois sur la seconde équipe d’étoiles et remportant deux titres de division et un nationale.

### Carrière professionnelle
le 8 juillet 1995 à Edmonton, durant le Repêchage d’entrée dans la Ligue nationale de hockey, il est choisi par les Sénateurs d’Ottawa lors de la 8e ronde en 183e position.
Il dispute la saison 1995-1996 dans le club école des Sénateurs, les Senators de l'Île-du-Prince-Édouard en Ligue américaine de hockey, prenant part à soixante-sept matchs de saison régulière et cinq matchs de Série éliminatoire. Ces derniers étant éliminés en huitième de finale par les Canadiens de Fredericton
Durant les saisons 1996-1997 et 1997-1998, il s’entend avec l’HIFK et rentre donc en Finlande pour disputer le championnat de SM-liiga . Il remporte ce championnat en 1998 et devient aussi Vice-Champion du monde avec la Finlande.
Pour la saison 1998-1999, il s’entend avec les Admirals de Milwaukee, une équipe de la  Ligue internationale de hockey. Il dispute onze matchs avec eux avant de prendre sa retraite.

## Statistiques

### En club
| Saison    | Équipe                              | Ligue        |    | Saison régulière | Saison régulière | Saison régulière | Saison régulière | Saison régulière |   | Séries éliminatoires | Séries éliminatoires | Séries éliminatoires | Séries éliminatoires | Séries éliminatoires |
| Saison    | Équipe                              | Ligue        | PJ | B                | A                | Pts              | Pun              | PJ               | B | A                    | Pts                  | Pun                  |                      |                      |
| 1990-1991 | Karhu-Kissat                        | I-divisioona | 40 | 2                | 8                | 10               | 8                |                  |   |                      |                      |                      |                      |                      |
| 1991-1992 | Terriers de Boston                  | NCAA         | 33 | 7                | 14               | 21               | 46               |                  |   |                      |                      |                      |                      |                      |
| 1992-1993 | Terriers de Boston                  | NCAA         | 36 | 2                | 27               | 29               | 71               |                  |   |                      |                      |                      |                      |                      |
| 1993-1994 | Terriers de Boston                  | NCAA         | 34 | 4                | 13               | 17               | 26               |                  |   |                      |                      |                      |                      |                      |
| 1994-1995 | Terriers de Boston                  | NCAA         | 36 | 7                | 20               | 27               | 26               |                  |   |                      |                      |                      |                      |                      |
| 1995-1996 | Senators de l'Île-du-Prince-Édouard | LAH          | 67 | 6                | 24               | 30               | 32               | 5                | 1 | 2                    | 3                    | 4                    |                      |                      |
| 1996-1997 | HIFK                                | SM-liiga     | 46 | 9                | 12               | 21               | 79               |                  |   |                      |                      |                      |                      |                      |
| 1997-1998 | HIFK                                | SM-liiga     | 45 | 8                | 10               | 18               | 71               | 9                | 1 | 4                    | 5                    | 8                    |                      |                      |
| 1998-1999 | Admirals de Milwaukee               | LIH          | 11 | 0                | 1                | 1                | 25               |                  |   |                      |                      |                      |                      |                      |

### Statistiques en équipe nationale
| Année | Équipe   | Évènement                   |    | PJ | B | A | Pts | Pun | +/-                |  | Résultat |
| 1989  | Finlande | Championnat d'Europe junior | -  | -  | - | - | -   | -   | Médaille de bronze |  |          |
| 1998  | Finlande | Championnat du monde        | 10 | 0  | 0 | 0 | 10  | 2   | Médaille d'argent  |  |          |

## Récompenses
- 1988-1989 : médaillé de bronze au Championnat d'Europe junior avec la Finlande [2]

- 1992-1993 : Nommé sur la seconde équipe d’étoiles de la division Hockey East en NCAA[2]

- 1993-1994 : Champion de la Division Hockey East en NCAA[2]

- 1994-1995 : Champion de la Division Hockey East et champion de la NCAA, nommé sur la seconde équipe d’étoiles de la division Hockey East[2]

- 1997-1998 : Champion de la SM-liiga avec le HIFK. Médaillé d’argent au Championnat du monde avec la Finlande[2]